# Isla Casaquiare
La Isla Casaquire o más conocida como la Isla Atabapo es una isla llena del pueblo indígena la "piaroa" ubicado en la frontera de Venezuela y Colombia específicamente en San Fernando de Atabapo en el Estado Amazonas.

## Historia
En la prehistoria se formó un cerro llamado tepuchuma ubicado en el Río Orinoco, pero con la llegada de los indígenas ese Cerro empezó a caerse por las fuertes tormentas en el Río Orinoco hasta que el Río aumentó el nivel de inundaciones causando que ese Cerro se derrumbarse por completo y hasta separar el antiguo Cerro de la Tierra firme y llegando a convertirse en la actual isla Casaquire.

## Localización
| Noroeste: Colombia/Río Orinoco | Norte: Río Orinoco | Nordeste: San Fernando de Atabapo |
| Oeste: Colombia                |                    | Este: San Fernando de Atabapo     |
| Suroeste: Colombia/Río Orinoco | Sur: Río Orinoco   | Sureste: Municipio Atabapo        |

## Población
Actualmente la isla está habitada por los indígenas piaroa teniendo el promedio de 1.890 piaroas.

## Turismo
La isla es atraída por turistas por conocer el pueblo piaroa y la extensa selva en la isla, aunque haya hoteles construido por indígenas en diferentes puntos extremos de la isla.